# Lijst van voetbalinterlands India - Verenigde Arabische Emiraten
Deze lijst van voetbalinterlands is een overzicht van alle officiële voetbalinterlands tussen de nationale teams van India en Verenigde Arabische Emiraten. De landen hebben tot nu toe dertien keer tegen elkaar gespeeld. De eerste ontmoeting, een vriendschappelijke wedstrijd, werd gespeeld in Kuala Lumpur (Maleisië) op 5 september 1981. Het laatste duel, eveneens een vriendschappelijke wedstrijd, werd gespeeld op 29 maart 2021 in Dubai.

## Wedstrijden
| №  | Plaats       | Datum            | Competitie                 | Wedstrijd                            | Uitslag |
| -- | ------------ | ---------------- | -------------------------- | ------------------------------------ | ------- |
| 1  | Kuala Lumpur | 5 september 1981 | Vriendschappelijk          | Verenigde Arabische Emiraten − India | 0 − 2   |
| 2  | Abu Dhabi    | 26 oktober 1981  | Vriendschappelijk          | Verenigde Arabische Emiraten − India | 2 − 0   |
| 3  | Abu Dhabi    | 28 oktober 1981  | Vriendschappelijk          | Verenigde Arabische Emiraten − India | 3 − 1   |
| 4  | Singapore    | 4 december 1984  | Azië Cup 1984              | Verenigde Arabische Emiraten − India | 2 − 0   |
| 5  | Abu Dhabi    | 13 februari 1988 | Azië Cup 1988 kwalificatie | Verenigde Arabische Emiraten − India | 3 − 0   |
| 6  | Abu Dhabi    | 21 november 1999 | Azië Cup 2000 kwalificatie | Verenigde Arabische Emiraten − India | 3 − 1   |
| 7  | Bangalore    | 8 april 2001     | WK 2002 kwalificatie       | India − Verenigde Arabische Emiraten | 1 − 0   |
| 8  | Al Ain       | 26 april 2001    | WK 2002 kwalificatie       | Verenigde Arabische Emiraten − India | 1 − 0   |
| 9  | Dubai        | 18 november 2010 | Vriendschappelijk          | Verenigde Arabische Emiraten − India | 5 − 0   |
| 10 | Al Ain       | 23 juli 2011     | WK 2014 kwalificatie       | Verenigde Arabische Emiraten − India | 3 − 0   |
| 11 | New Delhi    | 28 juli 2011     | WK 2014 kwalificatie       | India − Verenigde Arabische Emiraten | 2 − 2   |
| 12 | Abu Dhabi    | 10 januari 2019  | Azië Cup 2019              | India − Verenigde Arabische Emiraten | 0 − 2   |
| 13 | Dubai        | 29 maart 2021    | Vriendschappelijk          | India − Verenigde Arabische Emiraten | 0 − 6   |

## Samenvatting
| Competitie            | Totaal gespeeld | Winst India | Gelijk | Winst V.A.E. | Doelsaldo India – V.A.E. |
| --------------------- | --------------- | ----------- | ------ | ------------ | ------------------------ |
| WK-kwalificatie       | 4               | 1           | 1      | 2            | 3 − 6                    |
| Azië Cup              | 2               | 0           | 0      | 2            | 0 − 4                    |
| Azië Cup-kwalificatie | 2               | 0           | 0      | 2            | 1 − 6                    |
| Vriendschappelijk     | 5               | 1           | 0      | 4            | 3 − 16                   |
| Totaal                | 13              | 2           | 1      | 10           | 7 − 32                   |

AIFF · A-Internationals · Bondscoaches · Statistieken · Olympisch elftal · Indiaas vrouwenelftal · India U21 · India U20 · India U19 · India U18 · India U17
1930 – 1949 · 
1950 – 1959 · 
1960 – 1969 · 
1970 – 1979 · 
1980 – 1989 · 
1990 – 1999 · 
2000 – 2009 · 
2010 – 2019 ·
2020 − 2029
Afghanistan ·
Argentinië ·
Australië ·
Azerbeidzjan · 
Bahrein ·
Bangladesh ·
Bhutan ·
Brunei ·
Cambodja ·
China ·
Curaçao ·
Fiji ·
Filipijnen ·
Finland ·
Ghana ·
Guam ·
Guyana ·
Hongarije ·
Hongkong ·
IJsland ·
Indonesië ·
Irak ·
Iran ·
Israël ·
Jamaica ·
Japan ·
Jemen ·
Jordanië ·
Kameroen ·
Kenia ·
Kirgizië ·
Koeweit ·
Laos ·
Libanon ·
Macau ·
Malediven ·
Maleisië ·
Marokko ·
Mauritius ·
Mongolië ·
Myanmar ·
Namibië ·
Nepal ·
Nieuw-Zeeland ·
Noord-Korea ·
Oezbekistan ·
Oman ·
Pakistan ·
Palestina ·
Peru ·
Polen ·
Puerto Rico ·
Qatar ·
Saint Kitts en Nevis ·
Saoedi-Arabië ·
Singapore ·
Sovjet-Unie ·
Sri Lanka ·
Suriname ·
Syrië ·
Tadzjikistan ·
Taiwan ·
Thailand ·
Trinidad en Tobago ·
Turkmenistan ·
Uruguay ·
Vanuatu ·
Verenigde Arabische Emiraten ·
Vietnam ·
Wit-Rusland ·
Zambia ·
Zuid-Korea ·
Zuid-Vietnam
UAEFA · A-internationals · Bondscoaches · Statistieken · Olympisch elftal · Vrouwenelftal van de Verenigde Arabische Emiraten · VA Emiraten U21 · VA Emiraten U19 · VA Emiraten U17
1972 – 1979 ·
1980 – 1989 ·
1990 – 1999 ·
2000 – 2009 ·
2010 – 2019 ·
2020 − 2029
OS 2012
Algerije ·
Andorra ·
Angola ·
Argentinië ·
Armenië ·
Australië ·
Azerbeidzjan ·
Bahrein ·
Bangladesh ·
Benin ·
Bolivia ·
Brazilië ·
Brunei ·
Bulgarije ·
Chili ·
China ·
Colombia ·
Costa Rica ·
Denemarken ·
Dominicaanse Republiek ·
Duitsland ·
Egypte ·
Estland ·
Filipijnen ·
Finland ·
Gabon ·
Gambia ·
Georgië ·
Haïti ·
Honduras ·
Hongarije ·
Hongkong ·
IJsland ·
India ·
Indonesië ·
Irak ·
Iran ·
Japan ·
Jemen ·
Joegoslavië ·
Jordanië ·
Kazachstan ·
Kenia ·
Kirgizië ·
Koeweit ·
Laos ·
Libanon ·
Libië ·
Litouwen ·
Maleisië ·
Malta ·
Marokko ·
Mauritanië ·
Moldavië ·
Myanmar ·
Nepal ·
Nieuw-Zeeland ·
Noord-Korea ·
Noorwegen ·
Oekraïne ·
Oezbekistan ·
Oman ·
Oost-Timor ·
Pakistan ·
Palestina ·
Paraguay ·
Peru ·
Polen ·
Qatar ·
Roemenië ·
Rusland ·
Saoedi-Arabië ·
Senegal ·
Singapore ·
Slovenië ·
Slowakije ·
Soedan ·
Sri Lanka ·
Syrië ·
Tadzjikistan ·
Thailand ·
Togo ·
Trinidad en Tobago ·
Tsjechië ·
Tunesië ·
Turkmenistan ·
Uruguay ·
Venezuela ·
Vietnam ·
Wit-Rusland ·
Zuid-Afrika ·
Zuid-Korea ·
Zweden ·
Zwitserland